# Nieustraszony 2000
Nieustraszony 2000 lub Rycerz 2000: Wehikuł nowej ery (tyt. oryg. Knight Rider 2000) – amerykański film telewizyjny z 1991 roku, wyprodukowany na podstawie serialu telewizyjnego Nieustraszony z lat 1982–1986.

## Opis ogólny
W roku 2000 konwencjonalna broń palna została zdelegalizowana, policja do schwytania groźnych przestępców wykorzystuje „ultradźwiękowe” pistolety, które zamiast zadawać obrażenia jedynie paraliżują. Zmiany w narodowym budżecie spowodowały osadzanie skazanych w zawieszeniu krionicznym zamiast stosowania tradycyjnego pozbawienia wolności. Po zabójstwie burmistrza San Antonio jego następca domaga się skutecznego rozwiązania, które zostaje znalezione w postaci „Knight 4000”, pojazdu mającego być nową generacją KITT-a, supersamochodu Knight Industries.

## Fabuła
Thomas J. Watts zostaje wypuszczony z więzienia, po czym zabija burmistrza. Policjantka Shawn McCormick dokonuje konfrontacji z zamaskowanym Wattsem, trzymającego następnego burmistrza na muszce. Kobieta strzela do Wattsa, który ucieka. Nowy burmistrz domaga się odnalezienia przestępcy, podczas gdy radni miejscy zwracają mu uwagę na kwestię rozbrojenia policji i utworzenia krionicznych więzień, w których skazani jedynie „odsypiają” wyroki i powracają na wolność tacy, jacy byli wcześniej.
Fundacja Knighta, powstała w wyniku połączenia Knight Industries i Fundacji na rzecz Prawa i Rządu (ang. Foundation for Law and Government, FLAG), oferuje rozwiązanie problemu – „Knight 4000”. Devon Miles i jego wspólnik, Russel Maddock, zyskują aprobatę jednak miasto chce gotowego prototypu. Devon decyduje się obsadzić Michaela Knighta w roli kierowcy testowego. Knight 4000 ma większość funkcji oryginalnego KITT-a, a także tryb amfibii pozwalający samochodowi na poruszanie się po wodzie, nowy wyświetlacz HUD i urządzenie paraliżujące, umożliwiające zdalne powstrzymanie człowieka.
Shawn po dokonaniu odkrycia, że część jej kolegów współpracuje z zabójcą w celu uzbrojenia przestępców, które doprowadziłoby do przywrócenia policjantom broni palnej, zostaje postrzelona przez Wattsa. Lekarze ratują kobietę umieszczając w jej mózgu mikroimplant. Dochodzi ona do zdrowia, nie pamiętając szczegółów ataku.
Michael wpada we wściekłość dowiadując się, że KITT został rozmontowany. Odbudowuje moduł sztucznej inteligencji, co nie jest łatwe – Maddock sprzedał większość elementów technicznych KITT-a placówkom badań medycznych. Michael reaktywuje moduł logiczny KITT-a i instaluje go w swoim Chevroletcie Bel Air z 1957 roku.
Shawn odchodzi z policji po tym, jak jej przełożona, Daniels, nie zezwala na dalszą pracę i nie chce mieć do czynienia w sprawie ataku na policjantkę. Kobieta zatrudnia się w Fundacji Knighta i Michael odkrywa fakt istnienia jednego z cybernetycznych układów scalonych KITT-a w jej głowie. KITT nawiązuje połączenie z układem i wydobywa brakujące wspomnienia. Shawn przypomina sobie o postrzeleniu przez Wattsa i o obecności jej kolegów, w tym dawnego partnera.
Watts odkrywa, że Shawn wciąż żyje. Nasyła skorumpowanych policjantów na nią i Michaela. KITT pomaga im uniknąć schwytania spadając z nabrzeża do wody. Michael i Shawn są bezpieczni, natomiast KITT ulega uszkodzeniu w wyniku kontaktu wody z elektroniką. Sądząc, że oboje są martwi, Watts porywa Devona i skanuje jego umysł celem odkrycia wiedzy mężczyzny. Wkrótce potem Devon ginie.
Michael i Shawn powracają do Fundacji, gdzie czeka na nich wieść o śmierci Devona. Po pogrzebie burmistrz anuluje umowę z FLAG. Michael odchodzi lecz po namowie ze strony kobiety wraca i przenosi moduł SI KITT-a do Knighta 4000.
Wspólnie śledzą jej byłego partnera do magazynu, w którym przechowywana jest broń palna. Shawn aranżuje transakcję ze swoim dawnym partnerem. Tuż przed podjęciem współpracy w ramach śledztwa FLAG, mężczyzna ginie zastrzelony przez Wattsa. Michael ratuje Shawn przed podobnym losem.
Maddock przesyła KITT-owi kopię dokumentów zwolnienia Wattsa z aresztu, podpisanych przez zamordowanego burmistrza. Michael każe KITT-owi wydrukować więcej kopii i przesłać jedną z nich do Daniels w jej imieniu ze sfałszowanym podpisem oraz analogicznie do burmistrza. Podążając za limuzyną burmistrza, nagrywają rozmowę Wattsa z burmistrzem dotyczącą dokumentów.
Po dokonaniu zasadzki na konwój skorumpowanych policjantów wychodzi na jaw brak broni w zatrzymanych radiowozach. KITT informuje Michaela o innej grupie radiowozów zmierzających w kierunku centrum handlowego. Maddock przekonuje Daniels, aby pozwoliła KITT-owi wziąć udział w pościgu.
Watts rozpoczął transakcję z handlarzem bronią. Gdy jeden z policjantów ochraniających Wattsa dostrzega Shawn, strzela do niej. Watts i handlarz uciekają. Michael dogania Wattsa i rozbraja go. Wywiązuje się walka między mężczyznami, którą kończy wyciągnięcie pistoletu przez Wattsa. Shawn, lekko ranna, przybywa uzbrojona w inny pistolet, każąc Wattsowi poddać się. Michael skutecznie powstrzymuje Shawn przed oddaniem strzału. Watts wyciąga inny pistolet, ukryty w jego płaszczu. Michael wyciąga broń ultradźwiękową i strzela do Wattsa, który umiera po upadku.
Po pokonaniu Wattsa, burmistrz trafia do celi krionicznej, Michael powraca na emeryturę, a KITT pozostaje w Fundacji Knighta. Razem z Shawn i Maddockiem kontynuuje pracę dla policji.

## Obsada
- Carmen Argenziano – Russell Maddock i głos Knighta 4000
- Lou Beatty Jr. – burmistrz Harold Abbey
- Chris Bonno – Andrew
- Megan Butler – oficer Marla Hedges
- Robert F. Cawley – strażnik więzienny
- Eugene Clark – oficer Kurt Miller
- William Daniels – głos KITT-a[a]
- James Doohan – on sam
- Francis Guinan – Dr. Jeffrey Glassman
- Philip Hafer[b] – Charlie
- David Hasselhoff – Michael Knight
- Christine Healy – komendant Ruth Daniels
- Carolyn G. Jackson – kobieta z torbą
- Ron Jackson – policjant z drogówki
- Stacy Lundgren – Sandy
- Matthew Menger[c] – ojciec Shawn
- Paul Menzel – biznesmen
- J. W. Moore IV – technik medyczny
- Edward Mulhare – Devon Miles
- Edwin Neal – pracownik magazynu
- John Cannon Nichols – porucznik Justin Strand
- Susan Norman – Shawn McCormick
- Marco Perella – sierżant
- Mitch Pileggi – Thomas J. Watts
- Ellis Posey – burmistrz Frank Cottam
- Larry Roop – policjant
- Lori Swierski – Lori

### Cameo
Aktor James Doohan pojawia się gościnnie w roli człowieka, którego KITT mylnie uznaje za przestępcę okradającego bankomat. KITT paraliżuje podejrzanego, który mdleje. Gdy Michael i Maddock podnoszą go celem aresztowania, ku ich zaskoczeniu ów człowiek okazuje się być panem Doohanem, mamroczącym (w wyniku paraliżu) różne kwestie z roli Scotty’ego z  serialu Star Trek.

## Produkcja
Motyw muzyczny, „Knight Rider 2000”, skomponowany przez Jana Hammera został wydany na jego albumie Drive w 1994 roku.
Wytwórnia nie mogła wykorzystać prawdziwego samochodu koncepcyjnego Pontiac Banshee IV i dlatego zatrudniła Jaya Ohrberga i jego przedsiębiorstwo Star Cars Inc. celem zmodyfikowania egzemplarzu Dodge’a Stealth z 1991 roku do postaci Knighta 4000. Po nakręceniu scen, przebudowany samochód był wykorzystywany w innych ówczesnych produkcjach telewizyjnych oraz, aczkolwiek krótko, w roli skradzionego supersamochodu w CHiPs ’99, jako radiowóz przyszłości w Power Rangers Time Force, a także w jednym z odcinków serialu Black Scorpion z 2001 roku. Jeden z samochodów, po 10 latach braku użytkowania i konserwacji, został wystawiony na sprzedaż w styczniu 2021 r. przez Bob’s Prop Shop w Las Vegas.
Film kręcono w San Antonio (w Teksasie) i zawiera charakterystyczne krajobrazy miasta, takie jak ogrody botaniczne w San Antonio, wieżę obserwacyjną Tower of the Americas i centrum handlowe Shops at Rivercenter (znane wtedy pod nazwą Rivercenter Mall).
Ponieważ David Hasselhoff miał podpisany kontrakt na rolę w serialu Słoneczny patrol, nie mógłby grać roli Michaela Knighta gdyby Nieustraszony 2000 stał się pełnoprawnym serialem. Hasselhoff w ramach kompromisu zaproponował szefowi działu rozrywki telewizji NBC, Brandonowi Tartikoffowi, wyprodukowanie czterech filmów telewizyjnych pod nazwą Nieustraszony. NBC ostatecznie zaakceptowało propozycję aktora. Jednakże stacja zleciła wytwórni Universal Television stworzenie tylko jednego filmu zamiast czterech. Wytwórnia stwierdziła, że nie mogła znaleźć sposobu na zarobienie pieniędzy, chyba że wyprodukowałaby co najmniej dwa filmy, kręcąc je równocześnie (ang. back-to-back). Odrzucenie produkcji większej niż jeden liczby filmów przez NBC skutecznie zatrzymało odrodzenie tytułu.

## Reakcje
Aczkolwiek recenzje Nieustraszonego 2000 były pozytywne, NBC zdecydowało się sprawdzić reakcje widzów wobec Susan Norman, która miała grać jedną z głównych ról w proponowanym nowym serialu o Nieustraszonym miała być przełomem w karierze – aktorkę nie oceniano pozytywnie. Zdaniem Davida Hasselhoffa, Nieustraszony 2000 rozminął się z merytoryką oryginalnego serialu i obrał niewłaściwy kierunek. Zamiast tego historia opowiada o byłym policjancie, który w 2000 roku stał się psychotycznym mordercą sprowadzającym terror do Seattle.

## Media
Oprócz dostępności na samodzielnym DVD, film dołączono do zestawu płyt z odcinkami pierwszego sezonu Nieustraszonego w wydaniach na regiony 1, 2 i 4.